# Šabat
| Židé a judaismus |
| Židé • Judaismus • Kdo je Žid |
| Ortodoxní • Konzervativní (Masorti) Progresivní (Reformní - Liberální) • Ultraortodoxní Samaritáni • Falašové • Karaité                                                                                            |
| Etnické skupiny a jazyky |
| Aškenázové • Sefardové • Mizrachim Hebrejština • Jidiš • Ladino • Ge'ez • Buchori |
| Populace (vývoj) |
| Evropa • Amerika • Asie • Afrika • Austrálie |
| Náboženství |
| Bůh • Principy víry • Boží jména 613 micvot • Halacha • Noachidské zákony Mesiáš • Eschatologie |
| Židovské myšlení, filosofie a etika |
| Židovská filosofie Cdaka • Musar • Vyvolenost Chasidismus • Kabala • Haskala |
| Náboženské texty |
| Tóra • Tanach • Mišna • Talmud • Midraš Tosefta • Mišne Tora • Šulchan aruch Sidur • Machzor • Pijut • Zohar |
| Životní cyklus, tradice a zvyky |
| Obřízka • Pidjon ha-ben • Simchat bat • Bar micva Šiduch • Svatba • Ketuba • Rozvod (Get) • Pohřeb Kašrut • Židovský kalendář • Židovské svátky Talit • Tfilin • Cicit • Kipa Mezuza • Menora • Šofar • Sefer Tora |
| Významné postavy židovství |
| Abrahám • Izák • Jákob • Mojžíš Šalomoun • David • Elijáš • Áron Maimonides • Nachmanides • Raši Ba'al Šem Tov • Ga'on z Vilna • Maharal                                                                           |
| Náboženské budovy a instituce |
| Chrám • Synagoga • Ješiva • Bejt midraš Rabín • Chazan • Dajan • Ga'on Kohen (kněz) • Mašgiach • Gabaj • Šochet Mohel • Bejt din • Roš ješiva                                                                      |
| Židovská liturgie |
| Šema • Amida • Kadiš Minhag • Minjan • Nosach Šacharit • Mincha • Ma'ariv • Musaf |
| Dějiny Židů |
| starověk • středověk • novověk |
| Blízká témata |
| Antisemitismus • Gój • Holocaust • Izrael Filosemitismus • Sionismus Abrahámovská náboženství |
| z • d • e |

Šabat (v latinizované podobě též sabat, přes jidiš též šábes; původně hebrejsky שבת‎ od kořene ש-ב-ת s významem ustat, odpočinout; česky sobota) je v judaismu a některých křesťanských kruzích sedmý den v týdnu, věnovaný odpočinku a upuštění od pracovní a všední činnosti. Šabat je nejdůležitější svátek v judaismu (o post nejvyššího se dělí s Jom kipur[zdroj⁠?!]), jeho dodržování je nařízeno přímo Desaterem a v rabínské literatuře je brán jako pravzor všech svátečních dnů.

## V Bibli

### Ustanovení šabatu v Tóře
Ustanovení šabatu vychází z biblické zprávy o stvoření světa v Gn 2;1-3 kde je závěr stvoření popisován takto:
| „                    | Tak byla dokončena nebesa i země se všemi svými zástupy. Sedmého dne dokončil Bůh své dílo, které konal; sedmého dne přestal konat veškeré své dílo. A Bůh požehnal a posvětil sedmý den, neboť v něm přestal konat veškeré své stvořitelské dílo. | “ |
| — Genesis 2,1-3; ČEP | |   |

Ačkoli v tomto verši není šabat přímo zmíněn, je řečeno כִּי בוֹ שָׁבַת מִכָּל מְלַאכְתּוֹ‎ (ki vo šavat mi-kol melachto, dosl.: neboť v něm ustal od veškerého díla svého). Další zmínka o sedmém dni a jeho mimořádné důležitosti pochází z Ex 16,28:
| „                      | Hospodin řekl Mojžíšovi: „Jak dlouho se budete zpěčovat a nebudete dbát mých příkazů a řádů? Hleďte, vždyť Hospodin vám dal den odpočinku. Proto vám dává šestého dne chléb na dva dny. Zůstaňte každý, kde jste, ať nikdo sedmého dne nevychází ze svého místa.“ Lid tedy sedmého dne odpočíval. | “ |
| — Exodus 16,28-30; ČEP | |   |

Zde se poprvé v Bibli objevuje myšlenka imitatio Dei (lat. dosl. „napodobování Boha“) – Boží lid má nejen právo ale i povinnost odpočívat o sedmém dni, stejně jako Bůh při stvoření, a napodobovat tak jeho chování. Čtvrté přikázání Desatera již jen ustanovuje jako obecné pravidlo to, co bylo řečeno výše, totiž že sedmý den v týdnu má zvláštní postavení v Božím stvořitelském plánu a účastník smlouvy s Bohem má povinnost tuto skutečnost respektovat.
| „                | Pamatuj na den odpočinku, že ti má být svatý. Šest dní budeš pracovat a dělat všechnu svou práci. Ale sedmý den je den odpočinutí Hospodina, tvého Boha. Nebudeš dělat žádnou práci ani ty ani tvůj syn a tvá dcera ani tvůj otrok a tvá otrokyně ani tvé dobytče ani tvůj host, který žije v tvých branách. V šesti dnech učinil Hospodin nebe i zemi a všechno, co je v nich, a sedmého dne odpočinul. Proto požehnal Hospodin den odpočinku a oddělil jej jako svatý. | “ |
| — Exodus 20:8-11 | |   |

Znění v Českém Studijním Překladu:
| „                    | Pamatuj na sobotní den, abys ho posvětil. Šest dní budeš pracovat a dělat všechnu svou práci, ale sedmý den je sobota patřící Hospodinu, tvému Bohu. Nebudeš dělat žádnou práci ty ani tvůj syn ani tvá dcera, tvůj otrok ani tvá otrokyně, tvé zvíře ani tvůj příchozí, který je ve tvých branách, protože šest dní Hospodin dělal nebesa a zemi, moře a všechno, co je v nich, a sedmý den odpočinul. Proto Hospodin požehnal sobotní den a posvětil ho. | “ |
| — Exodus 20:8-11 CSP | |   |

V knize Deuteronomium se nachází odlišná verze Desatera i přikázání o šabatu:
| „                             | Dbej na den odpočinku, aby ti byl svatý, jak ti přikázal Hospodin, tvůj Bůh. Šest dní budeš pracovat a dělat všechnu svou práci. Ale sedmý den je den odpočinutí Hospodina, tvého Boha. Nebudeš dělat žádnou práci ani ty ani tvůj syn a tvá dcera ani tvůj otrok a tvá otrokyně ani tvůj býk a tvůj osel, žádné tvé dobytče ani tvůj host, který žije v tvých branách, aby odpočinul tvůj otrok a tvá otrokyně tak jako ty. Pamatuj, že jsi byl otrokem v egyptské zemi a že tě Hospodin, tvůj Bůh, odtud vyvedl pevnou rukou a vztaženou paží. Proto ti přikázal Hospodin, tvůj Bůh, dodržovat den odpočinku. | “ |
| — Deuteronomium 5,12-15; ČEP) | |   |

Těmito dvěma verzemi se aspekt šabatu rozšiřuje – na jedné straně má sloužit jako připomenutí stvoření světa (a sloužit tak jako imitatio Dei), na druhé straně připomíná i období Izraele v egyptském otroctví – a v tomto kontextu je již šabat vnímán ne jako povinnost, ale jako dar. Šabat se stává jedním ze znamení smlouvy mezi Izraelem a Bohem, jehož nedodržování má být přísně trestáno jak komunitou, tak i Bohem samotným.

### Prorocké knihy
V době královské máme pouze několik zmínek týkající se šabatu a popisující ho jako den, kdy se neprováděla žádná obchodní nebo pracovní aktivita. Šabat je zmiňován společně s Roš chodeš jako den slavnostního shromáždění, ale hlavní důraz na jeho slavení a dodržování začíná být kladen až v době těsně předexilní (6. stol. př. n. l.). Během babylónského zajetí se pak dodržování šabatu stává jedním z charakteristických znaků judaismu, Ezechiel ve svém proroctví nabádá Izrael k dodržování šabatu a jeho udržení jako udržení svazku s Bohem – v té době se také poprvé objevuje později velmi časté a oblíbené jméno Šabtaj. Tritoizajáš se dokonce vyjadřuje o šabatu, který bude dodržován všemi národy, nejen Izraelem.

### V poexilním judaismu
V poexilním období význam šabatu jako svatého dne dále roste. Z původního dne odpočinku a radosti se stává den oddaný Bohu a jeden z předstupňů pozdějšího vykoupení. V rabínském judaismu se objevuje teze, podle které vykoupení a Mesiáš přijdou, až bude celý Izrael řádně dodržovat a světit Šabat, případně že šabat je šedesátinou „světa příštího“ – dokonalého světa, jenž nastane po příchodu Mesiáše. Během tanaitského období byl mezi některými učenci rozšířen zvyk „vítat“ Šabat jako královnu, která přichází jako nevěsta k Izraeli. Tato paralela byla přijata z Písně písní a o staletí později oživena v liturgii Kabalat šabat, ustanovenou kabalisty v Safedu v 17. století. Objevuje se též teze, že o šabatu člověk dostává zvláštní, „šabatovou“ duši, podrobně je rozpracován systém zakázaných prací a soubor tradic, z nichž většina se udržela až dodnes.
| „           | Hospodin řekl Mojžíšovi: Mojžíši, mám ve své pokladnici zvláštní a drahocenný dar - šabat. Chtěl bych ho dát Izraeli. Jdi a oznam mu to. | “ |
| — Bejca 16a | |   |

## Tradice a zvyky na šabat
O šabatu je řečeno, aby na něj člověk pamatoval (Ex 20,8), aby jej střežil (Dt 5,12) a má jej činit (Ex 31,16, לַעֲשׂוֹת אֶת הַשַּׁבָּת, podle ČEP „dodržovat“). Díky tomu se k šabatu váže řada zvyků, příkazů a zákazů, z nichž většina je dodržována všemi židy bez ohledu na příslušnost k etnické skupině nebo denominaci, v některých otázkách a zvycích se ale názory liší a rozcházejí. Pro všechny ale stále platí, že šabat je svatý a sváteční den.

### Zákaz práce
Nejzřetelnějším rysem šabatu je celodenní zákaz určitých činností („prací“, hebr. melachot). Halachické vymezení tohoto zákazu se ovšem neshoduje zcela s obecným chápáním pojmu „práce“; jádrem zákazu jsou činnosti, které bylo třeba vykonat v souvislosti s vybudováním svatyně; ty jsou uspořádány do systému 39 zakázaných prací a jejich odvozenin (toladot, činností, které jako takové při budování svatyně potřebné nebyly, ale svou podstatou jsou totožné s některou z 39 základních prací, avot melacha). K nim připojuje rabínská tradice další omezení, buď kvůli pochybnosti o přesném vymezení zákazu podle Tóry, nebo z obavy, že bez takového dodatečného omezení by docházelo k porušení vlastního zákazu.
Zakázané jsou i takové činnosti, které po technické stránce nespadají pod výše uvedené zákazy, ale svou povahou nebo účelem se řadí ke všednímu, nesvátečnímu životu (tzv. uvdin de-chol). Původ tohoto zákazu se odvozuje z Iz 58, 14 (Kral, ČEP). Zakázáno je také připravovat se o šabatu jakkoli na následující den, dokonce i kdyby tento následující den byl svátek.
Práce zakázané o šabatu zahrnují i mnohé každodenní činnosti (vaření, manipulace s ohněm a elektřinou, koupání v teplé vodě, cestování atd.); zbožní Židé se proto musí na šabat předem připravit, aby se bez těchto činností obešli. I to dodává šabatu zvláštní atmosféru odlišnou od zbytku týdne.
Podobný systém zákazů a omezení platí i pro svátky; kromě Jom kipuru a svátků připadajících na šabat jsou zde však úlevy ohledně vybraných druhů prací: je možné např. vařit nebo přenášet předměty na veřejném prostranství.

### Zapalování svící
Zapalování světel na šabat vychází ze starověkého zvyku, kdy byl v domě zažehnut před začátkem šabatu zdroj ohně, který bylo možné nadále používat na šabat. V dnešní době se rituál provádí symbolicky zapálením minimálně dvou svící nebo světel. Svíce zapaluje většinou žena nebo paní domu a říká při tom příslušné požehnání. Pokud v domácnosti žije muž sám nebo více mužů, zapaluje svíce muž.

### Liturgie na šabat
Šabat začíná v pátek se západem slunce. V době kolem soumraku se po odpolední modlitbě mincha (pro všední den) recituje Kabalat šabat, (hebrejsky: přijetí šabatu). Závěr této liturgie již spadá na páteční večer, kdy začíná samotná večerní modlitba (ma'ariv) pro šabat. Po skončení modlitby se rodina většinou schází u slavnostní večeře, před kterou se říká kiduš nad vínem a požehnání nad chlebem.
V sobotu ráno se v synagoze koná ranní bohoslužba (šacharit) se zvláštními přídavky k Psukej de-zimra a čtením z Tóry. Během čtení je k Tóře vyvoláno minimálně sedm lidí a čte se celá týdenní paraša (oddíl z Tóry). Po šacharitu následuje přídavná modlitba pro šabat a svátky (musaf). Po skončení ranní liturgie následuje opět kiduš nad vínem a ranní hostina, buď přímo synagoze nebo doma v rodinném kruhu.
Tóra se rovněž čte i během odpolední modlitby mincha, kdy jsou vyvoláni pouze tři lidé. V řadě obcí se během odpoledne studují různé náboženské texty, tradičně Pirkej Avot. Šabat končí obřadem, zvaným havdala (dosl. rozdělení), kterým je šabat oddělen od šesti pracovních dnů a začíná nový pracovní týden.
Během šabatu je obvyklých třináct ústředních požehnání v Amidě nahrazeno jedním zvláštním požehnáním týkajícím se svatosti dne. Podobné pasáže jsou vsunuty i do požehnání po jídle. Neříkají se žádné kajícné nebo prosebné pasáže (Tachanun, Viduj), které se normálně říkají ve všední dny. Modlitby jsou vedeny ve slavnostním a svátečním duchu, zpívají se zvláštní žalmy určené pro šabat (především Žalm 92). Během šacharitu si věřící nenavazují tfilin, nosí se pouze talit. Pokud by na šabat připadl půst, odsouvá se buď na čtvrtek nebo neděli. Výjimkou je Jom kipur, během kterého se lidé postí, když připadne na šabat

### Se'uda šlišit
Zvyk scházet se o šabatu odpoledne na se'uda šlišit (dosl. třetí hostina) vychází z verše Ex 16, 25 (Kral, ČEP), kde se třikrát opakuje v souvislosti se sbíráním many na šabat (a tudíž i se stravováním obecně) slovo „dnes“ – z toho bylo odvozeno, že jako zvláštní poctu šabatu má člověk jíst tři hlavní jídla – večeři, oběd a se'uda šlišit. Na rozdíl od večerní a ranní šabatové hostiny se při ní obvykle neříká kiduš. Neměla by se konat před odpolední modlitbou mincha, měla by však začít před západem slunce. Velmi často plynule přejde přímo do ma'arivu a havdaly. Dnes je se'uda šlišit jednou z možností, jak příjemně strávit šabat ve společnosti přátel a rodiny a zároveň tak splnit i povinnost oneg šabat – potěšení ze šabatu.

## Zvláštní šabaty
Kromě běžných šabatů existují zvláštní šabaty, které se vztahují ke konkrétním dnům a svátkům.
| Označení                   | Časové určení | Paraša (je-li stálá)           | Maftir a Haftara                                                                             |
| -------------------------- | --- | ------------------------------ | -------------------------------------------------------------------------------------------- |
| Šabat roš chodeš           | připadne-li roš chodeš na šabat |                                | Nu 28, 15 (Kral, ČEP) Ha-šamajim kis'i Iz 66, 1 (Kral, ČEP)                                  |
| Šabat erev roš chodeš      | připadne-li roš chodeš na neděli |                                | podle týdenního oddílu Machar chodeš 1S 20, 18–42 (Kral, ČEP)                                |
| Šabat Šekalim              | Šabat před začátkem měsíce adar, popř. roš chodeš adar (v přestupném roce se to týká druhého měsíce adar)                                    |                                | Ex 30, 11–16 (Kral, ČEP) 2Kr 12, 1–17 (Kral, ČEP)                                            |
| Šabat Zachor               | Šabat před Purim |                                | Dt 25, 17–19 (Kral, ČEP) Ko amar 1S 15, 2–34 (Kral, ČEP)                                     |
| Šabat Para                 | Šabat, který se slaví vždy tři týdny před svátkem Pesach                                                                                     |                                | Nu 19, 1–22 (Kral, ČEP) Ez 36, 16–38 (Kral, ČEP)                                             |
| Šabat ha-Chodeš            | Šabat před začátkem měsíce nisan (popř. na roš chodeš nisan)                                                                                 |                                | Ex 12, 1–20 (Kral, ČEP) Ez 45, 16 – 46, 18 (Kral, ČEP)                                       |
| Šabat ha-gadol             | Poslední šabat před svátkem Pesach |                                | podle týdenního oddílu Mal 3, 4–24 (Kral, ČEP)                                               |
| Šabat chol ha-mo'ed Pesach | šabat v průběhu svátku Pesach | Ex 33, 12 – 34, 26 (Kral, ČEP) | Nu 28, 19–24 (Kral, ČEP) Hajta alaj Ez 37, 1–14 (Kral, ČEP)                                  |
| Šabat Chazon               | Šabat před Tiš'a be-av | Devarim                        | Dt 3, 20–22 (Kral, ČEP) Iz 1, 1–27 (Kral, ČEP)                                               |
| Šabat Nachamu              | Šabat po Tiš'a be-av |                                | Iz 40, 1–26 (Kral, ČEP)                                                                      |
| Šabat Šuva                 | Šabat mezi Roš ha-šana a Jom kipurem | Vajelech nebo Haazinu          | podle týdenního oddílu Oz 14, 2–10 (Kral, ČEP)                                               |
| Šabat chol ha-mo'ed Sukot  | šabat v průběhu svátku Sukot | Ex 33, 12 – 34, 26 (Kral, ČEP) | podle pořadí dne ve svátku (viz Nu 29, 17 (Kral, ČEP) a dále) Ez 38, 18 – 39, 15 (Kral, ČEP) |
| Šabat Berešit              | Šabat po svátku Sukot | Berešit                        | Gn 6, 5–8 (Kral, ČEP) Iz 42, 5 – 43, 21 (Kral, ČEP)                                          |
| Šabat Chanuka              | Šabat, který připadne na chanukový týden | Vaješev nebo Mikec             | podle pořadí dne ve svátku (viz Nu 7 (Kral, ČEP) a dále) Za 2, 14 – 4, 7 (Kral, ČEP)         |
| 2. šabat Chanuka           | 2. tevet (připadne-li první i osmý den chanuky na šabat)                                                                                     | Mikec                          | Nu 7, 54 – 8, 4 (Kral, ČEP) 1Kr 7, 40–50 (Kral, ČEP)                                         |
| Šabat Šušan Purim          | 15. adar v Jeruzalémě a dalších městech s pravidlem hrazeného města, připadne-li na šabat (v přestupném roce se to týká druhého měsíce adar) |                                | Ex 17, 8–16 (Kral, ČEP) podle týdenního oddílu                                               |

## Šabat v křesťanství
Podle evangelií o sobě Ježíš Kristus prohlásil, že Syn člověka je pánem nad sobotou. To může znamenat, že se prohlašoval za Pána nebo hlásal, že jeho učedníci mají ve věcech šabatu svobodu, ale i podle jiných veršů, že Ježíš Kristus přišel osvobodit sobotu od nánosů tradic.
Praktikování šabatu – soboty jako dne odpočinku a součásti Desatera – převzala prvotní církev, jak dosvědčují některé výroky ve spisech, především v Novém zákoně. Období přechodu od soboty k neděli sahá od 2. století (města Alexandrie, Řím), resp. 4. století (ostatní území Římské říše), zabírá většinu 1. tisíciletí a např. církve v Etiopii se nedotklo ani po většinu 2. tisíciletí. Téměř vždy v našem letopočtu existovaly minoritní křesťanské skupiny zachovávající biblickou sobotu. Dodnes lze jejich působnost vystopovat i v Čechách a na Moravě z historických záznamů obcí, jejichž název je odvozen od slova sobota.
Hlásí se k němu i některé novodobé křesťanské církve, např. Církev adventistů sedmého dne a některé letniční směry; v zahraničí také Baptisté sedmého dne, Evangelická církev sedmého dne a Church of God (7th day) - Salem Conference.
Dodržování šabatu dalo vzniknout označení etnicko-náboženské skupiny Subotniků žijící především v Rusku a na Ukrajině.